# Newmarket-on-Fergus
Newmarket-on-Fergus (auch: Corracatlin, irisch Cora Chaitlín, deutsch: „Caitlins Festung“) ist ein Ort im County Clare in Irland. 2022 zählte der Ort 1887 Einwohner.

## Lage
Im Westen liegt der Ästuar des Flusses Fergus und im Süden (in ca. sieben Kilometer Entfernung) die Stadt Shannon mit ihrem Flughafen. Limerick liegt etwa 25 Kilometer ostsüdöstlich von Newmarket-on-Fergus. Die M18 führt von Limerick und Shannon kommend nach Ennis und weiter nach Galway und Athenry. Lough Gash liegt unmittelbar im Südwesten der Siedlung.

## Geschichte
Der englische Name Newmarket suggeriert, dass es sich um einen jüngeren Marktflecken handelt. Möglicherweise war von Bunratty Castle aus eine solche Gründung veranlasst.
Der irische Name Cora Chaitlín lässt eine Wehranlage vermuten, die vielleicht auf die bronzezeitliche Hügelfestung von Mooghaun, die auf das 10. Jahrhundert vor Christus zurückgeht. Dennoch ist der irische Name erst seit dem 19. Jahrhundert überliefert.
Das Dromoland Castle im Norden von Newmarket-on-Fergus war ursprünglich im 15./16. Jahrhundert errichtet worden. 1835 entstand das heutige Gebäude. Eigentümer war zunächst Baron Inchiquin. 1962 erwarb Bernard P. McDonough die Anlage und wandelte sie in ein Luxushotel um.
1854 wurde ein Goldhort in etwa drei Kilometer Entfernung vom Ortszentrum gefunden.
Im Jahr 1971 wurde an der R470 nach Sixmilebridge die römisch-katholisch Kirche Our Lady of Rosary errichtet, welche die frühere Kirche von 1802 ersetzte. Der markante Zentralbau verfügt über sieben Schiffe, die die früheren sieben Kirchspiele repräsentieren.
Seit 2003 wurde der Kommune der 6 Hektar große O’Regan Park durch den Unternehmer Brendan O’Regan gestiftet.
Am 26. Juni 2004 fand in Dromoland Castle der EU-US-Gipfel statt.

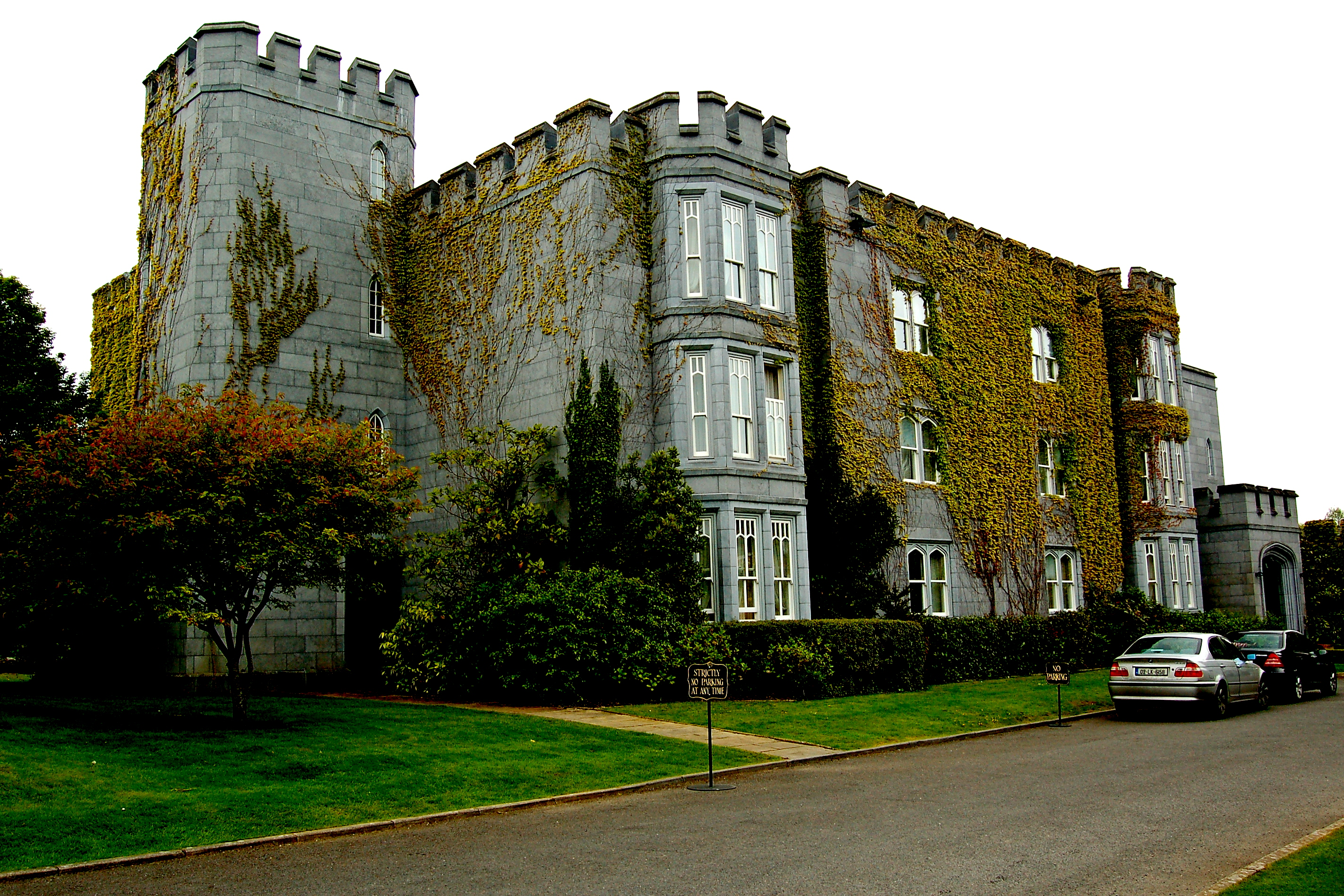
Dromoland Castle
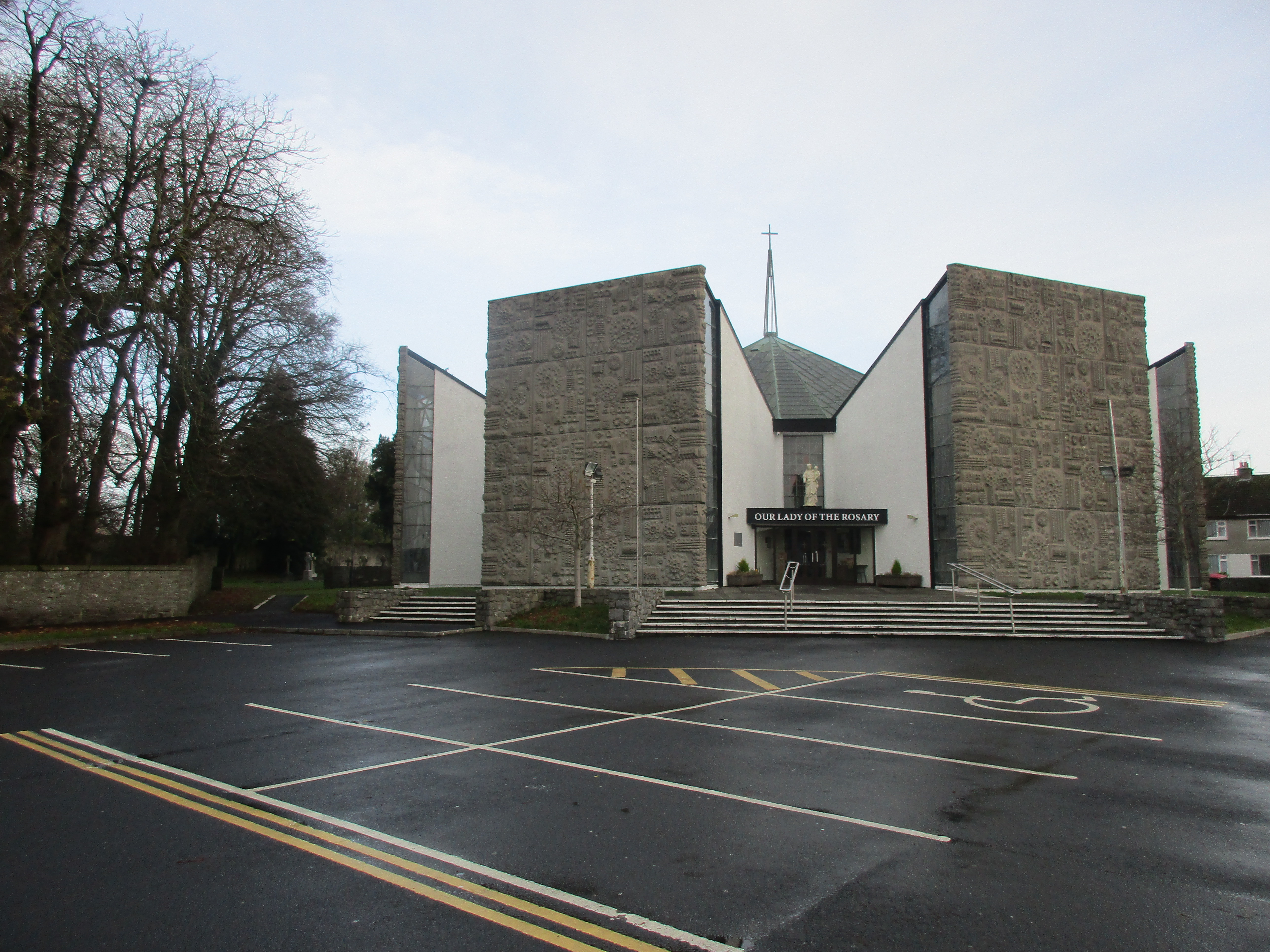
Kirche Our Lady of the Rosary
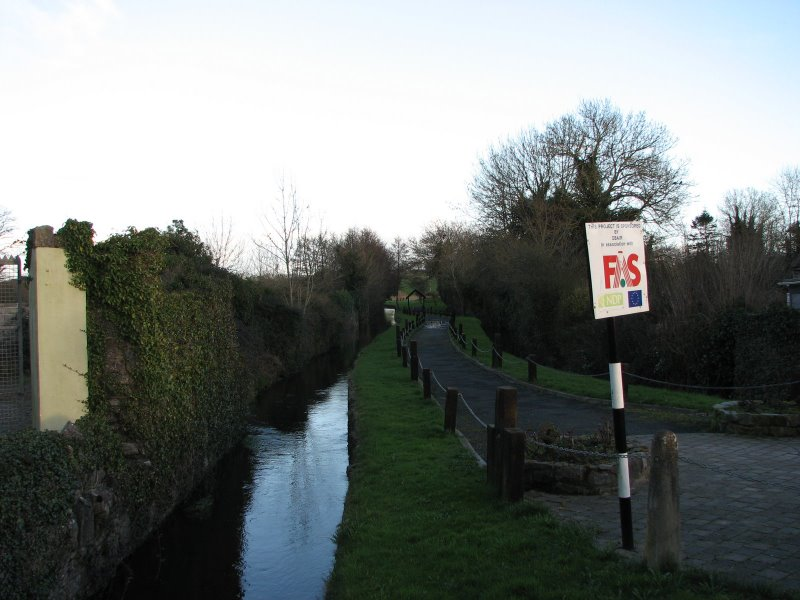
O’Regan Park

## Schule
- Ballycar National School

## Persönlichkeiten
- William Smith O’Brien (1803–1864), Politiker
- Kevin McNamara (1926–1987), Erzbischof von Dublin (1984–1987) und Bischof von Kerry (1976–1984)
- Eamon Casey (1927–2017), Bischof von Galway